# Hakea laurina
Hakea laurina és una espècie d'angiosperma de la família de les proteàcies (Proteaceae) originària del sud-oest d'Austràlia, però que es cultiva a altres punts d'aquest país on és molt apreciada.

## Descripció
Hakea laurina és un arbust d'uns 6 metres d'alçada, de creixement ràpid que fa una capçada compacta i arrodonida. Té una capacitat d'expandir-se uns 3 metres. Les fulles són d'un color blau-verd, són simples i ben formades. Tenen unes mides de fins a 15 cm de llarg.
Les flors semblen uns coixinets (d'aquí ve el nom comú en anglès "pin-cushion hakea", que significa buirac, coixinet de les agulles). .El més visible són els estams d'un color groc o crema cap a rosat a mesura que envelleixen. El període de floració és a la tardor i hivern. El fruit és llenyós, dur i resta a les branques.

## Cultiu
Els millors exemplars creixen en llits oberts de sòls lleugers, regats però ben drenats. En ple sol l'espècie forma un arbust vertical amb un disseny compacte, cap arrodonit i de manera uniforme cada any. Espècimens de 20 anys en zones de poca ombra són més aviat prims i escàs i en aquesta posició no floreixen o no ho fan regularment. D'altres, morts de fam en els primers anys, són més petits i mai han florit.

## Taxonomia
Hakea laurina va ser descrita per Brown, Robert i publicada a Supplementum primum prodromi florae Novae Hollandiae 29. 1830. (Suppl. Prodr. Fl. Nov. Holl.).

## Etimologia
- Hakea: el nom genèric és en referència a Baron Christian Ludwig von Hake (1745 - 1818), va ser un horticultor alemany, un dels patrons de la botànica.[7]
- laurina: epítet específic que significa semblant al llorer (Laurus nobilis) i fa referència a les seves fulles semblants a les del llorer.